# Robert Peskar
Robert Peskar, slovenski umetnostni zgodovinar, konservator  in pedagog, * 20. junij 1965, Ljubljana.
Peskar je študiral in doktoriral na Filozofski fakulteti v Ljubljani. Zaposlen je kot konservator na zavodu v Novem mestu; sodeluje pa pri pomembnih konservatorskih posegih na srednjeveški arhitekturi po vsej Sloveniji. Peskar, raziskovalec gotske arhitekture in slikarstva, je bil direktor Zavoda za varstvo kulturne dediščine Slovenije, zdaj je generalni konservator ZVKDS. Predava na Oddelku za umetnostno zgodovino Filozofske fakultete Univerze v Ljubljani.